# Magnus Stinnerbom
Magnus Anders Olof Stinnerbom, född 29 december 1977 i Göteborgs Johannebergs församling, Göteborgs och Bohus län, är en kompositör och musiker, numera boende i Värmland. Han medverkar bland annat i grupperna Ale Möller Band och Harv och är kompositör och musikansvarig på Västanå teater i Sunne. Magnus turnerar sedan 2008 med Anders Wendin, också känd som Moneybrother.

## Biografi
Magnus Stinnerbom föddes 1977 i Göteborg, är gift med musikern Sophia Stinnerbom och är son till teaterregissören Leif Stinnerbom och kostymdesignern Inger Hallström Stinnerbom.
Stinnerbom tv-debuterade 1987 i Solsta Café med gruppen Jösse Halling Breakers.
1996 bildade Stinnerbom gruppen Harv tillsammans med Daniel Sandén-Warg. Sedan 1996 har Stinnerbom även arbetat heltid som musiker, kompositör och arrangör. Han är musikansvarig och kompositör på Västanå teater i Värmland.
1997 gav Harv ut sitt debutalbum, det självbetitlade Harv. 1998 medverkade Stinnerbom som instrumentalist på soundtracket till filmen Glasblåsarns barn. 1999 gick han med i Hedningarna.
2000 gav Harv ut sitt andra studioalbum Must, följt av Töst! 2002.
2003 blev ett produktivt år för Stinnerbom. Hedningarna släppte samlingsskivan 1989-2003. Skivan innehöll två nykomponerade låtarna, "Suet Ulvo" och "Vettoi", på vilka Stinnerbom medverkar. Samma år medverkar Stinnerbom som musiker i filmen Misa mi och ger även ut skivan Dalahyl, tillsammans med Anders Nygårds.
Stinnerbom bidrog också som musiker till filmen Masjävlar (2004). Samma år medverkade han också på Henning Kvitnes skiva Bare vente litt på sjelen, där han spelade fiol på tre låtar.
2005 gav Harv ut EP-skivan Direktör deg, följt av albumet Polka raggioso samma år. 2007 utkom Sanna Kurki-Suonio med skivan Huria, till vilken Stinnerbom skrev låten "Nousin/I Woke Up".
2011 var Magnus inbjuden att spela på Polarprisgalan. Han gjorde ett soloframträdande av Knuter-Jons polska med Kungliga filharmoniska orkestern under ledning av dirigenten Hans Ek, detta inför årets pristagare av den klassiska delen av priset, Kronos Quartet.

## Kompositör
- 1996 Hamlet - Västanå Teater
- 1996 Jaamie Aimo - Samiska Teatern
- 1998 Fiskaren och sjörået - Västanå Teater
- 1999 Oedipus Rex - Baggaardteatret (DK)
- 1999 Tösen från Stormyrtorpet - Västanå Teater
- 1999 Trasluvan - Västanå Teater
- 2000 Kejsarn av Portugallien - Västanå Teater
- 2001 Saivo - Samiska Teatern, Kompani Nomad
- 2001 Gösta Berlings saga - Västanå Teater
- 2001 Peer Gynt - Rogaland Teater (NO)
- 2003 Hemsöborna - Västanå Teater
- 2004 Romeo & Julia - Västanå Teater
- 2004 Din stund på jorden - Stockholms Stadsteater
- 2004 En midsommarnattsdröm - Den Nationale Scene (NO)
- 2005 Hemsøboerne - Norske Riksteatret (NO)
- 2006 Peer Gynt - Västanå Teater
- 2007 En herrgårdssägen - Västanå Teater
- 2008 Bannlyst - Västanå Teater
- 2008 Stormen - Norske Riksteatret (NO)
- 2009 Kopparmanteln - Västanå Teater
- 2009 Kalevala - Västanå Teater
- 2010 En midsommarnattsdröm - Västanå Teater
- 2011 Ormstunga - Västanå Teater
- 2011 Gösta Berlings saga - Västanå Teater
- 2012 Misantropen - Västanå Teater
- 2013 Fossegrimen - Det Norske Teatret (NO)
- 2013 Og så kan hunden komme - Nord-Trøndelag Teater (NO)
- 2013 Nils Holgersson - Västanå Teater
- 2014 Kung Domalde - Västanå Teater
- 2015 Anne Pedersdotter - Den Nationale Scene (NO)
- 2015 Lomjansguten - Västanå Teater
- 2016 Fjällets siare - Västanå Teater
- 2016 Löwensköldska ringen - Västanå Teater
- 2016 Trasjanspojken - Unga Västanå
- 2017 Charlotte Löwensköld - Västanå Teater
- 2017 Mio min Mio - Unga Västanå
- 2018 Bortbytingen - Västanå Teater
- 2018 Anna Svärd - Västanå Teater
- 2019 Eddan - Västanå Teater
- 2019 Paradisfågeln - Unga Västanå
- 2020 Vargskogen - Unga Västanå
- 2020 Aednan - Giron Sámi Teáhter/Riksteatern

### Teateruppdrag som musiker
- 1995 Mellan Himmel Och Jord - Västanå Teater
- 1997 Östan Om Sol, Västan Om Måne - Västanå Teater
- 1997 Celestina - Riksteatern/Västanå Teater
- 1997 Hamlet - Riksteatern/Västanå Teater
- 1998 Nils Holgersson - Riksteatern/Västanå Teater
- 2005 Tryllefløyta - Norske Rikskonsertene/Riksteatern/Västanå Teater
- 2012-2014 Elden - Røros (NO)

## Diskografi

### Magnus Stinnerbom
- 2001 - Gösta Berlings saga
- 2004 - Romeo & Julia
- 2008 - En herrgårdssägen
- 2008 - Peer Gynt
- 2014 - Nils Holgersson
- 2016 - Lomjansguten

### Harv
- 1997 - Harv
- 2000 - Must
- 2002 - Töst!
- 2005 - Direktör deg (EP)
- 2005 - Polka raggioso

### Hedningarna
- 2003 - 1989-2003
- 2016 - Kult

### Outhouse Allstars
- 2008 - Live at Ransäter

### Stinnerbom Stinnerbom Dubé
- 2012 - Beardo

### Ale Möller Band
- 2004 - Bodjal
- 2007 - Djef Djel
- 2012 - Argai

### Övrigt
- 1999 - Nils Holgersson (med gruppen Holger: Johan Söderqvist, Ahmed Tekbilek, Daniel Sandén-Warg och Mikael Nilsson)
- 2003 - Dalahyl (med Anders Nygårds)
- 2010 - Anno 2010 (med Mats Edén, Daniel Sanden-Warg och Leif Stinnerbom)
- 2019 - A light in the dark (med Heidi Talbot, Magnus Stinnerbom, Roger Tallroth, Sophia Stinnerbom)

### Medverkar även på
- 1999 - Beautiful, but why? - Louise Hoffsten
- 2001 - Scandicana - Henning Kvitnes
- 2004 - Marie & de tre vise männen - Marie Bergman
- 2004 - Bare vente litt på sjelen - Henning Kvitnes
- 2005 - Tecken på liv - Toni Holgersson
- 2007 - Stemmer i gresset - Henning Kvitnes
- 2007 - Psalmer - Toni Holgersson/Irma Schultz Keller/Lasse Englund
- 2010 - For sånne som oss - Henning Kvitnes
- 2011 - Monsters - Karin Inde
- 2014 - Den mänsliga faktorn - Marie Bergman

## Stipendier och priser
• 2017 - Natur & Kulturs kulturpris
• 2002 - STIM (Svenska Tonsättares Internationella Musikbyrå) Stipendium
• 2001 - SKAP (Svenska Kompositörer Av Populärmusik) Stipendium
• 2000 - Gevalias Musikpris
• 1996 - Erik Gustavsson Stipendiet